# Schweigemarsch
Ein Schweigemarsch ist eine Sonderform einer Demonstration. Sie ist, ähnlich wie eine Schweigeminute, die öffentliche Bekundung der Trauer und des Mitgefühls für die Opfer und Hinterbliebenen schwerer Unglücksfälle (z. B. Naturkatastrophen, schwere Verkehrsunfälle, Terroranschläge), aber auch des Gedenkens an die Opfer von Gewaltverbrechen oder beim Tod prominenter Persönlichkeiten.
Rechtlich sind Schweigemärsche gleichzusetzen mit einer Demonstration. In Deutschland ist das Demonstrationsrecht ein Grundrecht, das im Art. 8 Grundgesetz (Versammlungsfreiheit) verankert ist. Eingeschränkt wird der Art. 8 GG (und damit auch das Demonstrationsrecht) durch das Versammlungsgesetz.